# Magneuptychia iris
Espèce
Magneuptychia iris est une espèce d'insectes lépidoptères (papillons) de la famille des Nymphalidae, de la sous-famille des Satyrinae et du genre Magneuptychia.

## Dénomination
Magneuptychia iris a été décrit par les entomologistes autrichiens Cajetan Freiherr von Felder et Rudolf Felder en 1867 sous le nom initial de Neonympha iris.

## Description
Magneuptychia iris est un papillon au dessus foncé marron violet uni avec chez le mâle une grosse tache androconiale foncée.
Le revers présente un ocelle noir pupillé à l'apex de l'aile antérieure et à l'aile postérieure, dans l'aire postdiscale, de gros ocelles noirs pupillés cernés d'orange à l'apex et près de l'angle anal et entre eux des ovales cernés d'orange.

## Biologie

### Plantes hôtes
Sa biologie n'est pas connue.

## Écologie et distribution
Magneuptychia iris est présent au Brésil, en Colombie et en Guyane,.

### Biotope
Il réside en plaine dans la forêt tropicale.

### Protection
Pas de statut de protection particulier.